# 香柑内酯
香柑内酯（5-甲氧补骨脂素）是一种存在于香柠檬精油与其他柑橘属植物精油，以及葡萄柚汁中的呋喃香豆素 （furanocoumarin），属补骨脂素的衍生物。 它是香柠檬精油中引起光敏性（光毒性）的活性物质。 目前市面上的香水采用的是不含香柑内酯的香柠檬精油或人工合成的类似香味物质。
医学上香柑内酯与长波紫外线（UVA）一同用于银屑病的長波紫外線光化治療。